# Tre Valli Varesine
Tre Valli Varesine – jednodniowy wyścig kolarski rozgrywany od 1919 corocznie we włoskiej Lombardii, na trasie biegnącej w okolicy miasta Varese.
Wyścig powstał w 1919 i od tego czasu, z pojedynczymi wyjątkami, rozgrywany jest corocznie. W 2005 został włączony do cyklu UCI Europe Tour z kategorią 1.HC, a od 2020 został częścią powstałego wówczas cyklu UCI ProSeries.
Wspólnie z dwoma innymi jednodniowymi wyścigami kolarskimi rozgrywanymi corocznie w podobnych terminach w Lombardii (Coppa Bernocchi i Coppa Agostoni) tworzy tzw. „tryptyk” – Trittico Lombardo.

## Zwycięzcy
Opracowano na podstawie:
| Rok  | Pierwsze              | Drugie                     | Trzecie                  |          |
| ---- | --------------------- | -------------------------- | ------------------------ | -------- |
| 1919 | Pietro Bestetti       | Giovanni Scaioni           | Angelo Bianchi           |          |
| 1920 | Raimondo Rosa         | Carlo Spina                | Camillo Bertarelli       |          |
| 1921 | Luigi Gilardi         | Vincenzo Botta             |                          |          |
| 1922 | Domenico Piemontesi   | G. Vigano                  | L. Malinverni            |          |
| 1923 | Filippo Brusatori     | Mario Bianchi              | V. Florini               |          |
| 1924 | Libero Ferrario       | V. Florini                 | Luigi Magnotti           |          |
| 1925 | Giovanni Tizzoni      | Luigi Magnotti             | Aniceto Cattaneo         |          |
| 1926 | Mario Bonvicini       | Roberto Lorenzetti         | Aleardo Simoni           |          |
| 1927 | Renato Zanona         | Paolo Zanetti              | Aleardo Simoni           |          |
| 1928 | Battista Visconti     | Attilio Marangoni          | Aleardo Simoni           |          |
| 1929 | Ambrogio Morelli      | Alessandro Catalani        | Allegro Grandi           |          |
| 1930 | Albino Binda          | Luigi Ferrando             | Riccardo Proserpio       |          |
| 1931 | Luigi Giacobbe        | Francesco Camusso          | Michele Mara             |          |
| 1932 | Domenico Piemontesi   | Alfredo Bovet              | Luigi Giacobbe           |          |
| 1933 | Alfredo Bovet         | Remo Bertoni               | Luigi Macchi             |          |
| 1934 | Severino Canavesi     | Attilio Masarati           | Luigi Barral             |          |
| 1935 | Pietro Chiappini      | Ercole Rigamonti           | Edmondo Toccaceli        |          |
| 1936 | Cesare Del Cancia     | Michele Benente            | Enrico Mollo             |          |
| 1937 | Olimpio Bizzi         | Diego Marabelli            | Glauco Servadei          |          |
| 1938 | Gino Bartali          | Severino Canavesi          | Secondo Magni            |          |
| 1939 | Olimpio Bizzi         | Gino Bartali               | Adolfo Leoni             |          |
| 1940 | Cino Cinelli          | Mario Ricci                | Fausto Coppi             |          |
| 1941 | Fausto Coppi          | Olimpio Bizzi              | Gino Bartali             |          |
| 1942 | Luciano Succi         | Vasco Bergamaschi          | Mario De Benedetti       |          |
| 1945 | Adolfo Leoni          | Mario Ricci                | Gino Bartali             |          |
| 1946 | Enrico Mollo          | Mario Ricci                | Renzo Zanazzi            |          |
| 1947 | Fiorenzo Magni        | Mario Ricci                | Louis Thiétard           |          |
| 1948 | Fausto Coppi          | Gino Bartali               | Antonio Bevilacqua       |          |
| 1949 | Nedo Logli            | Vittorio Seghezzi          | Renzo Zanazzi            |          |
| 1950 | Antonio Bevilacqua    | Alfredo Martini            | Mario Ricci              |          |
| 1951 | Guido De Santi        | Alfredo Pasotti            | Pasquale Fornara         |          |
| 1952 | Giuseppe Minardi      | Alfredo Martini            | Arigo Padovan            |          |
| 1953 | Nino Defilippis       | Marcello Pellegrini        | Bruno Monti              |          |
| 1954 | Giorgio Albani        | Rino Benedetti             | Giuseppe Minardi         |          |
| 1955 | Fausto Coppi          | Aldo Moser                 | Giuseppe Minardi         |          |
| 1956 | Gastone Nencini       | Giorgio Albani             | Giuseppe Minardi         |          |
| 1957 | Germain Derycke       | Ercole Baldini             | Angelo Conterno          |          |
| 1958 | Carlo Nicolo          | Aldo Moser                 | Giorgio Tinazzi          |          |
| 1959 | Dino Bruni            | Giovanni Verucchi          | Armando Pellegrini       |          |
| 1960 | Nino Defilippis       | Rino Benedetti             | Angelo Conterno          |          |
| 1961 | Willy Vannitsen       | Carlo Azzini               | Diego Ronchini           |          |
| 1962 | Giuseppe Fezzardi     | Jos Hoevenaers             | Franco Balmamion         |          |
| 1963 | Italo Zilioli         | Franco Cribiori            | Guido De Rosso           |          |
| 1964 | Marino Vigna          | Antonio Bailetti           | Flaviano Vicentini       |          |
| 1965 | Gianni Motta          | Michele Dancelli           | Felice Gimondi           |          |
| 1966 | Gianni Motta          | Italo Zilioli              | Vito Taccone             |          |
| 1967 | Gianni Motta          | Giorgio Zancanaro          | Tommaso de Pra           |          |
| 1968 | Eddy Merckx           | Michele Dancelli           | Gianni Motta             |          |
| 1969 | Marino Basso          | Dino Zandegù               | Luciano Armani           |          |
| 1970 | Gianni Motta          | Eddy Merckx                | Felice Gimondi           |          |
| 1971 | Giancarlo Polidori    | Tino Conti                 | Italo Zilioli            |          |
| 1972 | Giacinto Santambrogio | Marino Basso               | Michele Dancelli         |          |
| 1973 | Enrico Paolini        | Marcello Bergamo           | Italo Zilioli            |          |
| 1974 | Tino Conti            | Giacinto Santambrogio      | Enrico Paolini           |          |
| 1975 | Fabrizio Fabbri       | Mauro Simonetti            | Serge Parsani            |          |
| 1976 | Francesco Moser       | Roger De Vlaeminck         | Gianbattista Baronchelli |          |
| 1977 | Giuseppe Saronni      | Phil Edwards               | Valerio Lualdi           |          |
| 1978 | Francesco Moser       | Giovanni Battaglin         | Gianbattista Baronchelli |          |
| 1979 | Giuseppe Saronni      | Pierino Gavazzi            | Roger De Vlaeminck       |          |
| 1980 | Giuseppe Saronni      | Pierino Gavazzi            | Silvano Contini          |          |
| 1981 | Gregor Braun          | Alessandro Paganessi       | Pierino Gavazzi          |          |
| 1982 | Pierino Gavazzi       | Claudio Torelli            | Gianbattista Baronchelli |          |
| 1983 | Alessandro Paganessi  | Silvano Contini            | Serge Demierre           |          |
| 1984 | Pierino Gavazzi       | Gianbattista Baronchelli   | Marino Amadori           |          |
| 1985 | Giovanni Mantovani    | Giuseppe Saronni           | Pierino Gavazzi          |          |
| 1986 | Guido Bontempi        | Pierino Gavazzi            | Roberto Pagnin           |          |
| 1987 | Franco Ballerini      | Kjell Nilsson              | Marco Bergamo            |          |
| 1988 | Giuseppe Saronni      | Guido Bontempi             | Pierino Gavazzi          |          |
| 1989 | Gianni Bugno          | Charly Mottet              | Dirk De Wolf             |          |
| 1990 | Pascal Richard        | Claudio Chiappucci         | Thomas Wegmüller         |          |
| 1991 | Guido Bontempi        | Pascal Richard             | Gérard Rué               |          |
| 1992 | Massimo Ghirotto      | Thomas Wegmüller           | Herbert Niederberger     |          |
| 1993 | Massimo Ghirotto      | Francesco Casagrande       | Bruno Cenghialta         |          |
| 1994 | Claudio Chiappucci    | Władisław Bobrik           | Stefano Zanini           |          |
| 1995 | Roberto Caruso        | Angelo Lecchi              | Stefano Colagè           |          |
| 1996 | Fabrizio Guidi        | Andrea Tafi                | Massimo Donati           |          |
| 1997 | Roberto Caruso        | Dario Andriotto            | Marco Serpellini         |          |
| 1998 | Davide Rebellin       | Giuseppe Di Grande         | Maximilian Sciandri      |          |
| 1999 | Sergio Barbero        | Davide Rebellin            | Francesco Casagrande     |          |
| 2000 | Massimo Donati        | Davide Rebellin            | Daniele De Paoli         |          |
| 2001 | Mirko Celestino       | Paolo Valoti               | Gianluca Bortolami       |          |
| 2002 | Eddy Ratti            | Danilo Di Luca             | Laurent Dufaux           |          |
| 2003 | Danilo Di Luca        | Andrea Ferrigato           | Markus Zberg             |          |
| 2004 | Fabian Wegmann        | Danilo Di Luca             | Władimir Duma            |          |
| 2005 | Stefano Garzelli      | Lorenzo Bernucci           | Damiano Cunego           |          |
| 2006 | Stefano Garzelli      | Rinaldo Nocentini          | Raffaele Ferrara         |          |
| 2007 | Christian Murro       | Alessandro Bertolini       | Kanstancin Siucou        |          |
| 2008 | Francesco Ginanni     | Leonardo Bertagnolli       | Damiano Cunego           |          |
| 2009 | Mauro Santambrogio    | Francesco Masciarelli      | Aleksandr Boczarow       |          |
| 2010 | Daniel Martin         | Domenico Pozzovivo         | Jérôme Baugnies          |          |
| 2011 | Davide Rebellin       | Domenico Pozzovivo         | Thibaut Pinot            |          |
| 2012 | David Veilleux        | Andrea Palini              | Danilo Di Luca           |          |
| 2013 | Kristijan Đurasek     | Francesco Manuel Bongiorno | Aleksandr Kołobniew      |          |
| 2014 | Michael Albasini      | Sonny Colbrelli            | Filippo Pozzato          |          |
| 2015 | Vincenzo Nibali       | Siergiej Firsanow          | Giacomo Nizzolo          |          |
| 2016 | Sonny Colbrelli       | Diego Ulissi               | Francesco Gavazzi        |          |
| 2017 | Alexandre Geniez      | Thibaut Pinot              | Vincenzo Nibali          |          |
| 2018 | Toms Skujiņš          | Thibaut Pinot              | Peter Kennaugh           |          |
| 2019 | Primož Roglič         | Giovanni Visconti          | Toms Skujiņš             |          |
| 2021 | Alessandro De Marchi  | Davide Formolo             | Tadej Pogačar            |          |
| 2022 | Tadej Pogačar         | Sergio Higuita             | Alejandro Valverde       |          |
| 2023 | Ilan Van Wilder       | Richard Carapaz            | Aleksandr Własow         |          |
| 2024 | odwołany              | odwołany                   | odwołany                 | odwołany |